# Control-Alt-Delete
Control+Alt+Delete (skrót Ctrl+Alt+Del lub Alt+Ctrl+Del) – sekwencja klawiszy mająca specjalne znaczenie w systemach operacyjnych. Pozwala ona w zależności od rodzaju i wersji systemu na:

Kombinacja na klawiaturze QWERTY.

- Natychmiastowe i bezwarunkowe zrestartowanie komputera (np. MS-DOS, Windows 3.x, Windows 9x po dwukrotnym wciśnięciu skrótu)
- Zamknięcie systemu i zrestartowanie komputera (np. Linux)
- Wyświetlenie okna pozwalającego na administrację systemem (wyświetlenie Menedżera zadań — nawiasem mówiąc, szybszym skrótem do samego Menedżera zadań jest Ctrl+⇧ Shift+Escape, opcji wylogowania lub zamknięcia systemu i in.) (np. Windows 2000, Windows XP przy wyłączonym szybkim przełączaniu użytkowników, Windows Vista, Windows 7)
- Bezpośrednie wyświetlenie Menedżera zadań (np. Windows 9x (okno Zamykanie programu), Windows XP)

Sekwencja Ctrl+Alt+Del w zależności od ustawień może być konieczna przed zalogowaniem w niektórych wersjach systemu Windows. Stanowi ona zabezpieczenie przed keyloggerami: jeśli wyświetlany monit o zalogowanie się stanowi część programu służącego do wykradania haseł, po wciśnięciu tej sekwencji zamiast okna logowania wyświetlony zostanie menedżer zadań lub ekran opcji zabezpieczeń.
Kombinacja Ctrl+Alt+Del zyskała humorystyczne miano trzech króli. W większości systemów operacyjnych jest obsługiwana niskopoziomowo i nie istnieje możliwość jej programowego zablokowania lub przechwycenia.